# Hans Warg
Hans Warg († ~ 1965/66) war ein deutscher Fußballspieler und Fußballtrainer. Mit dem Plauener SuBC war er 1932 in der Endrunde um die deutsche Meisterschaft vertreten, 1957 trainierte er den SC Motor Jena in der DDR-Oberliga, der höchsten Spielklasse im DDR-Fußball.

## Sportliche Laufbahn
Über die Laufbahn als Fußballspieler ist heute nur noch bekannt, dass er 1932 mit dem Plauener SuBC Mitteldeutscher Pokalsieger wurde. Der Plauener SuBC qualifizierte sich damit für die Endrunde um die Deutsche Fußballmeisterschaft 1931/32. Die Plauener schieden bereits in der ersten Runde, dem Achtelfinale, gegen den FC Schalke 04 mit 4:5 n. V. aus. Hans Warg war als Stürmer aufgeboten worden und hatte seine Mannschaft in der 57. Minute mit 3:2 in Führung gebracht.
Als Trainer trat Hans Warg erstmals überregional 1951 als Verantwortlicher für die Thüringenauswahl in Erscheinung. 1954 fand er als Auswahltrainer der DDR-weiten Sportvereinigung Motor Erwähnung. Während der Saison 1952/53 übernahm er von Max Hofsommer den Trainerposten beim zweitklassigen DDR-Ligisten Motor Nordhausen West. Zur Saison 1954/55 wurde Warg Trainer der DDR-Liga-Mannschaft des SC Motor Jena. 1956 (Kalenderjahr-Rhythmus) führte er die Mannschaft zum Aufstieg in die DDR-Oberliga. Warg führte den Oberliganeuling 1957 auf den vierten Platz der Abschlusstabelle, verließ aber den SC Motor überraschend zu Beginn der Saison 1958. Noch im Laufe dieser Spielzeit wurde er Trainer der Fußballmannschaft des TSC Oberschöneweide, die in der drittklassigen II. DDR-Liga spielte. Nachdem er auch noch 1959 als Trainer des TSC gewirkt hatte, verließ er danach die DDR in Richtung Bundesrepublik. Dort tauchte er im höherklassigen Fußball nicht mehr auf. Zwischen 1962 und 1965 trainierte die unterklassige Mannschaft der Spielvereinigung Igstadt. Mit ihr stieg er 1963 in die A-Klasse Wiesbaden (2. Amateurliga) auf. 1965 gab er sein Traineramt aus gesundheitlichen Gründen auf und verstarb kurz darauf.